# Шверценбах
Шверценбах (нем. Schwerzenbach) — коммуна в Швейцарии, в кантоне Цюрих.
Входит в состав округа Устер. Население составляет 4426 человек (на 31 декабря 2007 года). Официальный код — 0197.